# Dispur
Dispur is een kleine plaats die als hoofdstad fungeert voor de noordoostelijke Indiase deelstaat Assam. De plaats ligt in het district Kamrup Metropolitan, is onderdeel van de gemeente Guwahati en ligt ongeveer 10 km ten zuiden van de binnenstad van het veel grotere Guwahati, dat aan de rivier de Brahmaputra ligt. Dispur had tijdens de volkstelling van 2001 7.225 inwoners.
In het zuiden van de plaats bevinden zich de belangrijke mythologische locaties Basistha Ashram en Sankardeva Kalashetra.
Hoofdsteden van deelstaten: Agartala · Aizawl · Amaravati · Bangalore · Bhopal · Bhubaneswar · Calcutta · Chandigarh · Chennai · Dehradun · Dharamsala · Dispur · Gairsain · Gandhinagar · Gangtok · Haiderabad · Imphal · Itanagar · Jaipur · Kohima · Lucknow · Mumbai · Nagpur · Panaji · Patna · Raipur · Ranchi · Shillong · Shimla · Trivandrum
Hoofdsteden van territoria: Chandigarh · Daman · Jammu · Kargil · Kavaratti · Leh · New Delhi · Port Blair · Puducherry · Srinagar